# باول هيل (موسيقي)
باول هيل (بالإنجليزية: Paul Hill)‏ هو موسيقي أمريكي، ولد في 1934، وتوفي في 27 سبتمبر 1999.